# 山西北路
山西北路是中華人民共和國上海市靜安區一條南北走向道路，全長2.7公里，北起天目東路，南至北蘇州路。

## 歷史
山西北路南端，北苏州路至唐家弄之间曾有一条全长约300米的老街。在康熙至光绪年间，老街是货物集散地。蘇州河位於山西北路的河段曾修築老闸，1860年左右，老街開始被称为老闸路。1860年后，英国商人在老街东建造大批石库门建筑。1885年，一座架在苏州河上的六孔木桥（汤盆桥）将老街与上海公共租界内的山西路（今山西南路）相连。1887年，老闸路更名为北山西路。1887—1895年，北山西路逐步拓宽至9米。1943年（一說1947年），北山西路更名为山西北路。。